# عبدالله احمدیه
عبدالله خان احمدیه، (زاده ۱۲۶۵ شمسی، آمل – درگذشته ۴ مرداد ۱۳۳۸، تهران) پزشک، مترجم، طبیب، سرگرد ارتش، استاد دانشگاه و نیکوکار بود.

## زندگی و تحصیلات
پدر عبدالله خان احمدیه پاک نهاد میرزا محمد حسن بیک بن دار از سران و محترمین طایفه دلارستاق، تیراندازی دلاور و سربازی عارف و فروتن بود.
عبدالله احمدیه پس از تحصیلات مقدماتی در آمل، به تهران آمد و در مدرسه دارالفنون به تحصیل طب پرداخت. زمان تحصیل عبدالله در دارالفنون، مصادف با حضور اساتید فرانسوی در آنجا بود. عبدالله در سال ۱۳۳۳ هجری قمری به دریافت درجه دیپلم دکترا نایل آمد. او در دارالفنون به تدریس تاریخ طبیعی و پارازیتولوژی پرداخت.
از آن پس در بیمارستان احمدیه تهران، که یک بیمارستان نظامی بود مشغول بکار شد. از این رو به خدمت ارتش نیز در آمد و به درجه سرگردی (ماژوری) نایل شد. او نام خانوادگی خود را بمناسبت خدمت در آن بیمارستان، احمدیه انتخاب نمود.
احمدیه چندی بعد از ارتش خارج و استاد رشته تاریخ طبیعی و انگل شناسی مدرسه طب گردید. مدتی بعد به ریاست قرنطینه بندر پهلوی منصوب و متعاقب آن پیشنهاد ریاست بهداری استان خراسان به او داده شده ولی او حاضر به قبول آن نشد. وی در سال ۱۳۱۴ شمسی سفری به بلژیک و فرانسه کرد. او پس از بازگشت به یکباره از تدریس و کار اداری کناره گرفت و تنها آزادانه به طباطت در مطب شخصی خویش پرداخت.

## تحول فکری
در این اثناء بود که تحولی در افکار احمدیه روی نمود و به سمت طب نوین به کمک طب سنتی روی آورد. او در سال ۱۳۱۴ سفری به اروپا نمود و از آن پس تا پایان عمر به طبابت پرداخت.

## طبابت و تقدیر
در طول قریب به ۴۴ سال مدت طبابت او که همراه تحقیقات دامنه‌داری در طب سنتی بود، احمدیه به دریافت تقدیرنامه‌هایی از مجامع پزشکی دنیا ایالات متحده آمریکا، شوروی، پاکستان و آلمان نایل آمد.
در سال ۱۳۳۷ مجمع پزشکی طرفدار طب قدیم که مرکزش در شهر کراچی بود استاد عبدالله احمدیه را به عضویت پذیرفت. از طرف این مجمع، از وی برای شرکت در یک کنگره بزرگ دعوت بعمل آمد، ولی چون او بخاطر بیمارانش حاضر به تعطیل مطب نبود از حضور در این کنگره سرباز زد.

## آثار و سخنرانی‌ها
- راز درمان در سه جلد
- درمان روماتیسم، نقرس و سیاتیک
- سخنرانی اول، ۷ دیماه سال ۱۳۲۶ در کنفرانس مشترک ایران و روس در محل بیمارستان شوروی در تهران که به ریاست دکتر امیراعلم با موضوع «موارد بهره‌گیری از داروهای گیاهی در طبایع گوناگون» برگزار شد
- سخنرانی دوم، ۲۴ اردیبهشت ماه سال ۱۳۲۷، با موضوع درمان سیفیلیس به روش قدیم

## فوت
استاد احمدیه در روز دوشنبه ۴ مرداد ۱۳۳۸ در سن ۷۳ سالگی درگذشت. مراسم تشیع وی روز سه‌شنبه از منزل شخصی خودش واقع در خیابان حقوقی، شماره ۱۰۳، و بنابه خواهش دوستان از مسیر خیابان پامنار از جلوی مطب خودش از محلی که در آن به مدت ۴۴ سال در آن طبابت می‌کرد و با استقبال عظیم جمعیت به طرف گورستان امامزاده عبدالله انجام و پیکرش در آنجا به خاک سپرده شد.

## در بین مردم
بیمارانش او را به‌طور خودمانی دکتر عبدالله خان می‌نامیدند. در کوچه و خیابان مردم با دیدن او به استقبالش می‌شتافتند و از او اظهار رضایت می‌کردند. او را بهم نشان می‌دادند و می‌گفتند، دکتر عبدالله خان، است. مطب او در یکی از شلوغ‌ترین و پر سر و صداترین محلات تهران آن روز قرار داشت و مرکز رفت و آمد روستائیان و مردم عادی کوچه و بازار بود. او با آنکه از خانواده‌ای ثروتمند به دنیا آمده بود و نیاز مادی چندانی بدرآمد مطب خود نداشت و بیماران متمکن او که از متشخص‌ترین خانواده‌های آن دوران بودند بارها و بارها با تضمین و تأمین درآمد هنگفتی او را تشویق به دائر کردن مطب در خیابان‌های جدید الاحداث و اعیان‌نشین شمال شهر می‌نمودند، هیچ‌گاه از پامنار و طبقه زحمتکش و مردم بینوای آن دست برنداشت. ویزیت‌های دکتر احمدیه برای مردم عادی به شکل کامل رایگان بود. وی برای کمک به مردم کوپن رایگان دارو در نظر می‌گرفت و برای آن‌ها کوپن چای و زغال هدیه می‌داد. وی همچنین در زمان کوچ لهستانی‌ها به ایران همزمان با جنگ دوم جهانی، دکتر احمدیه داوطلبانه به میان آنها می‌رفت و بیماران را ویزیت و درمان می‌کرد.